# 通化县
通化县为吉林省通化市下辖县。是吉林省唯一与地级市同名的县。縣政府駐快大茂鎮。

## 历史
通化县建县于清光绪三年（1877年），隶属盛京府（今辽宁省抚顺市新宾县）。

## 人口
根据第七次人口普查数据显示：通化县常住人口为17.5114万人，城镇化率为44.27%，常住人口户数为7.3368万户。

## 行政区划
通化县下辖2个街道、10个镇、3个乡、2个民族乡：
茂山街道、东安街道、快大茂镇、二密镇、果松镇、石湖镇、大安镇、光华镇、兴林镇、英额布镇、三棵榆树镇、西江镇、通化聚鑫经济开发区管理委员会、富江乡、四棚乡、东来乡、大泉源满族朝鲜族乡、金斗朝鲜族满族乡和东宝新村。

## 交通
- 201国道过境。

## 古迹
2009年，通化县境内新发现11处秦汉长城遗址，使秦汉长城最东端向东推进了10.9公里。

## 全国重点文物保护单位
- 七道沟死难同胞纪念地[4]